# Охридское лето
Охридское лето (англ. Ohrid Summer) — музыкальный фестиваль в Северной Македонии, проходящий ежегодно с 12 июля по 20 августа в городе Охрид. Финансирование фестиваля осуществляют Министерство культуры Северной Македонии и ряд спонсоров. Покровитель фестиваля — Президент Северной Македонии. С 1994 года фестиваль входит в Европейскую ассоциацию фестивалей.

## История фестиваля
Первый фестиваль состоялся 4 августа 1961 года под стенами кафедрального собора Святой Софии, его открыла оперная певица Ана Липша Тофович, выступившая под аккомпанемент пианиста Ладислава Пердлика. На фестивале были исполнены произведения Генделя, Моцарта, Бетховена и других классических композиторов. Благодаря фестивалю началась популяризация камерной музыки: на последующих фестивалях выступали такие ведущие артисты, как Владимир Ружгак (баритон, Хорватия), Мартина Аройо (сопрано, США), октет из Словении и музыканты Праги, всемирно известные квартеты Juilliard String Quartet и Golden Fate Quartet, македонские исполнители Милка Ефтимова и Тодор Скаловский, русский скрипач Леонид Коган и французский виолончелист Андре Наварра, а также Мстислав Ростропович, Гидон Кремер, Раггиро Риччи, Виктор Третьяков, Генрик Шеринг, Сальваторе Акардо, Елена Образцова, Катя Риччарелли, Виктория де лос Анелес, Максим Венгеров, Вадим Репин, Джулиан Рахлин, Иво Погорелич и многие другие. Выступали вокально-инструментальные ансамбли: Мюнхенский камерный оркестр, Virtuosi de Roma, Камерный оркестр Жоржа Энеску, Литовский камерный оркестр, Симфонический оркестр Австрийского радио, Бухарестский хор «Мадригал», Ленинградский хор имени Глинки и детский хор Вены.
В настоящее время на фестивале выступают артисты из России, Турции, Франции, США, Нидерландов, Италии, Греции и других земель, также играя в рамках театральной программы роли в постановках произведений Шекспира, Чехова, Мольера, Гоголя, Брехта, Нушика, а также Софокла, Еврипида, Аристофана и т.д.

## Известные участники фестиваля[1]

### Россия и СССР
- Максим Венгеров
- Владимир Ермаков
- Леонид Коган
- Гидон Кремер
- Елена Образцова
- Михаил Плетнёв
- Галина Петрова
- Юлиан Рахлин
- Вадим Репин
- Святослав Рихтер
- Мстислав Ростропович
- Григорий Соколов
- Виктор Третьяков
- Дмитрий Хворостовский
- Марина Шутова
- Максим Федотов

### Зарубежные
- Сальваторе Аккардо
- Мартина Арройо
- Мичель Камило
- Хосе Каррерас
- Найджел Кеннеди
- Виктория де Лос Анхелес
- Поль Мейер
- Зубин Мета
- Эннио Морриконе
- Андре Наварра
- Джесси Норман
- Лео Нуччи
- Иво Погорелич
- Катя Риччарелли
- Руджеро Риччи
- Барбара Фриттоли
- Альдо Чикколини
- Генрик Шеринг